# Progetto Volley Team Modica
La Progetto Volley Team Modica, o semplicemente PVT Modica, è una società pallavolistica femminile italiana con sede a Modica: milita nel campionato di Serie C.

## Storia
Il club nasce nel 1975 come Pro Loco Modica. Negli anni successivi arriva ai campionati di serie nazionali e al termine della stagione 1988-89 ottiene la promozione in Serie A2. 
La partecipazione alla seconda serie del campionato italiano dura tuttavia solo una stagione e al termine dell'annata successiva la Pro Loco retrocede in Serie B1.
Nei successivi diciannove anni partecipa ininterrottamente ai campionati nazionali di Serie B1 e Serie B2. Durante questo periodo, nel 1996, cambia nome diventando Pro Volley Team Modica '75.
Al termine della stagione 2008-09, pur raggiungendo la salvezza rinuncia alla Serie B1 per ripartire dalla Serie C.
Dopo sei anni nel massimo campionato di livello regionale, la Pro Volley Team ritorna in Serie B2 nell'annata 2015-16, e in Serie B1 nella stagione 2018-19.
Nel 2019 avviene il nuovo cambio di denominazione che porta all'attuale Progetto Team Volley Modica.
Al termine della stagione 2020-21, la società acquista il diritto per la Serie A2 dal Cutrofiano. La nuova partecipazione alla Serie A2 ha lo stesso esito della precedente con l'immediata retrocessione in Serie B1. Per la stagione successiva la PVT rinuncia tuttavia alla Serie B1 ripartendo nuovamente dalla Serie C.

## Rosa 2021-2022
| N° | Nome                | Ruolo | Data di nascita  | Nazionalità sportiva |
| -- | ------------------- | ----- | ---------------- | -------------------- |
| 1  | Barbara Bacciottini | P     | 28 luglio 1994   | Italia               |
| 2  | Marika Longobardi   | O     | 2 marzo 1998     | Italia               |
| 3  | Silvia Antonaci     | C     | 21 dicembre 1990 | Italia               |
| 4  | Lucrezia Saccani    | S     | 20 maggio 1999   | Italia               |
| 5  | Fabiola Ferro       | S     | 3 novembre 1986  | Italia               |
| 7  | Elena Ferrantello   | L     | 17 aprile 1997   | Italia               |
| 9  | Joelle M'bra        | S     | 8 marzo 1996     | Italia               |
| 10 | Fulvia Gridelli     | C     | 9 luglio 1995    | Italia               |
| 11 | Benedetta Salviato  | L     | 9 gennaio 2004   | Italia               |
| 13 | Lucrezia Salamida   | C     | 21 giugno 1993   | Italia               |
| 14 | Michela Brioli      | P     | 16 febbraio 1996 | Italia               |
| 15 | Gaia Gulino         | P     | 15 gennaio 2002  | Italia               |